# Kabinett Glogowski
Das Kabinett Glogowski bildete vom 28. Oktober 1998 bis zum 14. Dezember 1999 die Niedersächsische Landesregierung. Gerhard Glogowski wurde am 28. Oktober 1998 zum Ministerpräsidenten und damit zum Leiter der Landesregierung von Niedersachsen gewählt, nachdem Gerhard Schröder zum Bundeskanzler gewählt worden war und infolgedessen sein Amt als Ministerpräsident abgab. Glogowski trat am 26. November 1999 aufgrund von Korruptionsvorwürfen zurück, blieb aber bis zur Wahl von Sigmar Gabriel zum Ministerpräsidenten am 15. Dezember 1999 geschäftsführend im Amt.
| Amt/Ressort                              | Name                  | Partei | Partei |
| ---------------------------------------- | --------------------- | ------ | ------ |
| Ministerpräsident                        | Gerhard Glogowski     |        | SPD    |
| Stellvertreterin des Ministerpräsidenten | Heidrun Merk          |        | SPD    |
| Frauen, Arbeit und Soziales              | Heidrun Merk          |        | SPD    |
| Inneres                                  | Heiner Bartling       |        | SPD    |
| Wirtschaft, Technologie und Verkehr      | Peter Fischer         |        | SPD    |
| Ernährung, Landwirtschaft und Forsten    | Uwe Bartels           |        | SPD    |
| Finanzen                                 | Heinrich Aller        |        | SPD    |
| Justiz und Europaangelegenheiten         | Wolf Weber            |        | SPD    |
| Kultus                                   | Renate Jürgens-Pieper |        | SPD    |
| Wissenschaft und Kultur                  | Thomas Oppermann      |        | SPD    |
| Umwelt                                   | Wolfgang Jüttner      |        | SPD    |

Gerhard Glogowski gab am Tag seiner Wahl zum Ministerpräsidenten die Regierungserklärung ab.